# Farchadbek Yrysmetow
Farchadbek Rawschanuly Yrysmetow (kasachisch Фархадбек Равшанұлы Ырысметов Farhadbek Ravşanūly Yrysmetov; * 10. August 1981 in Schymkent) ist ein kasachischer ehemaliger Fußballspieler.

## Karriere
Farchadbek begann seine Profikarriere 1999 bei Torpedo Moskau in der 2. Spielklasse Russlands, 2000 kam er erstmals in der Erstligamannschaft Torpedos zum Einsatz. Ende 2001 wechselte er zu Mangystau Aqtau, wo er zu wenigen Einsätzen kam.
Nach nur einem Jahr in Aqtau wechselte 2002 er zu Irtysch Pawlodar. Hier erzielte er 12 Tore in 87 Einsätzen und wurde außerdem 2-mal kasachischer Meister.
2005 spielte er für Kairat Almaty. Nach starken Vorstellungen verpflichtete Tobol Qostanai den starken Verteidiger aus Kasachstan. 2011 wurde er vom Ligarivalen Ordabassy Schymkent unter Vertrag genommen.

## Nationalmannschaft
Farchadbek Yrysmetow spielte 35-mal für sein Nationalteam, erzielte aber noch kein Tor.

## Erfolge
- Kasachischer Meister: 2002, 2003 (mit Irtysch Pawlodar); 2010 (mit Tobol Qostanai)
- Kasachischer Fußballpokalsieger: 2011